# Каирбаев, Махмет Каирбаевич
Махмет Каирбаевич Каирбаев (1 января 1925 — 14 июля 1996) — Герой Советского Союза, участник Великой Отечественной войны, командир батареи 712-го истребительно-противотанкового артиллерийского полка 17-й отдельной истребительно-противотанковой артиллерийской бригады 2-й гвардейской армии 1-го Прибалтийского фронта, полковник (на момент присвоения звания Героя — старший лейтенант). После службы в рядах советской армии — занимал ответственные руководящие посты в Казахской ССР.

## Биография

### Ранняя биография
Родился 1 января 1925 года в ауле Кулмырза бывшей Семипалатинской губернии Айгыржалской волости Казахской ССР в семье служащего. Казах. Член КПСС с 1944 года. Рано остался без отца: в годы репрессий его, заведующего сельским магазином, обвинили в срыве поставок продуктов питания населению, и 23 октября 1937 года арестовали как «японского шпиона» — врага народа по ложному обвинению. Решением тройки УНКВД на третий день после ареста отца расстреляли как «члена группы национал-фашистской организации». При этом ежемесячно семье приходило извещение о том, что он отбывает наказание в местах лишения свободы. 10 октября 1943 года пришло известие, что отец умер от крупозного воспаления легких. Окончил среднюю школу с отличием, был принят в комсомольцы, затем Семипалатинский педагогический институт. По казахской традиции, в год своего 16-летия, Махмет берет себе фамилию по имени своего отца. Аттестат об окончании школы и паспорт, были выписаны на имя Каирбаева Махмета Каирбаевича.
В 1941 году поступил на филологическое отделение Семипалатинского учительского института, но в январе 1942 года занятия прекращаются и студентов распускают по домам. С закрытием института, завершается его полуголодная студенческая жизнь. Махмет возвращается в Семиярск и работает учителем в средней школе.

### Военная биография
Летом 1941 года Каирбаев подаёт заявление добровольцем на фронт, но из-за молодого возраста студента воевать не взяли. Работал учителем Семиярской средней школы. Вторую попытку попасть на фронт предпринял через год. После настоятельной, убедительной просьбы, с третьей попытки его в августе 1942 года зачислили в Подольское артиллерийское училище, эвакуированное в город Бухару, где он окончил ускоренный курс.
В боях Великой Отечественной войны с апреля 1943 года. Служил в истребительно-противотанковом артиллерийском полку Резерва Главного Командования (РГК). «Резервистами» часто «затыкали» слабые места обороны или фланги наступающих частей. В 1943 году Каирбаев участвовал в боях на Смоленщине. Первую свою награду — орден Александра Невского Каирбаев получил в 18 лет.
Летом 1944 года в ходе операции «Багратион» проявил незаурядные способности истребителя вражеских танков. В августе 1944 года советские войска наступали в Литве и в районе города Шяуляй взяли в «котёл» фашистскую группировку. Спасая свои полки и препятствуя свободному выходу советских дивизий к Балтике, немцы предприняли ряд танковых атак, чтобы разорвать кольцо окружения и смять советские орудия, отражающие их танковый натиск.

#### Подвиг. Присвоение звания Героя СССР
19 августа 1944 года западнее города Шяуляй Каирбаев с 15 артиллеристами был послан на помощь одной из наших батарей, столкнувшейся с немцами и окружённой ими. К батарее резервисты пробивались с боем, уничтожив 70 встретившихся на пути солдат противника. Выполняя приказ, советские воины встретились в сражении с превосходящими силами врага. Весь офицерский состав батареи был выведен из строя. Махмет Каирбаев принял на себя командование батареей и умело организовал круговую оборону и отражение 7 контратак противника. В ожесточённой схватке личный состав, возглавляемый офицером, уничтожил 3 танка и до батальона гитлеровцев. Когда оконились снаряды, артиллеристы вступили с немецкой пехотой в рукопашный бой и удержали свою позицию. Фашисты не прошли в Шяуляй.
Указом Президиума Верховного Совета СССР от 24 марта 1945 года за образцовое выполнение боевых заданий командования на фронте борьбы с немецко-фашистскими захватчиками и проявленные при этом отвагу и геройство старшему лейтенанту Махмету Каирбаеву было присвоено звание Героя Советского Союза с вручением ордена Ленина и медали «Золотая Звезда» (№ 6367). Войну Каирбаев закончил под Кёнигсбергом.

### Послевоенная служба
27 июня 1945 года старшего лейтенанта Махмета Каирбаева направили на учёбу в Артиллерийскую Академию имени Ф. Э. Дзержинского. Но окончить академию ему не дали, так как он начал искать в архивах следы репрессированного отца. В уголовном деле Мукатаева Каирбая сохранились материалы: заявление Героя СССР Каирбаева на имя Народного Комиссара НКВД СССР Л. П. Берия о пересмотре дела отца; ходатайство Павлодарского УНКВД, перед Особым Совещанием НКВД СССР, о реабилитации Героя СССР Каирбаева. Сына «врага народа» тотчас отчислили из академии, отправили служить в один из артиллерийских полков Степного военного округа (прежний Туркестанский). Но и там его долго не задержали: при первой возможности подписали документы о демобилизации, это случилось в июле 1946 года.

### Гражданские должности. Политические должности.
С 1946 года М. Каирбаев в запасе. Работал заведующим районным отделом социального обеспечения на родине. В 1950-х годах работал секретарём Ермаковского и Краснокутского райкомов партии. Участвовал в освоении целинных земель. С 15 октября 1946 года от занимает различные должности в райсоветах, райисполкомах, с ноября 1954 по март 1957 года — председатель исполнительного комитета Кагановического районного Совета депутатов трудящихся. В ноябре 1957 года избран первым секретарем Краснокутского райкома КП Казахстана.
В 1960 году Каирбаев окончил Высшую партшколу при ЦК КП Казахстана. В 1968 году Махмета Каирбаева перевели на работу в город Павлодар, где 25 января он был избран вторым секретарём обкома партии. С октября 1976 по 1982 годы был председателем Павлодарского облисполкома Совета народных депутатов. Руководил строительством алюминиевого, ферросплавного и тракторного заводов, электростанций Павлодара, Ермака (ныне Аксу), разрезов и ГРЭС Экибастуза. Был депутатом Верховного Совета Казахской ССР.
Неоднократно избирался в состав Павлодарского обкома КП Казахстана, четырёх райкомов области. Был депутатом Верховного Совета Казахской ССР 7-10 созывов. На 10-м, 12 и 13-м республиканских съездах избирался кандидатом и членом ЦК КП Казахстана. В 1960 году окончил заочную Высшую партийную школу при ЦК КПСС.
Награждён орденами Ленина, Октябрьской Революции, Александра Невского (02.03.1945), двумя орденами Отечественной войны 1-й степени (12.07.1944; 06.04.1985), орденом Отечественной войны 2-й степени (06.12.1943), четырьмя орденами Трудового Красного Знамени, медалями (среди них — Медаль «За отвагу» (29.10.1943)).

### Уход из жизни. Память
Умер 12 июля 1996 года. Похоронен в Павлодаре, на Мусульманском кладбище.
9 марта 1994 года постановлением главы Павлодарской городской администрации № 128 улица Тургенева в городе Павлодаре была переименована в улицу им. М. Каирбаева. В день его 80-летия на улице его имени была открыта мемориальная доска. Мундир полковника и пушка, из которой Махмет Каирбаев уничтожал силы противника, являются экспозициями областного музея. Регулярно проходят вечера памяти героя. Воинская часть № 28738 города Семея носит имя Героя Советского Союза Махмета Каирбаева.